# Chalcopasta dysnoa
Chalcopasta dysnoa är en fjärilsart som beskrevs av Dyar 1912. Chalcopasta dysnoa ingår i släktet Chalcopasta och familjen nattflyn. Inga underarter finns listade i Catalogue of Life.